# Рекінген (Ааргау)
Рекінген (нім. Rekingen) — колишня громада  в Швейцарії в кантоні Ааргау, округ Цурцах. 2022 року громади Бад-Цурцах, Бальдінген, Бобікон, Віслікофен, Кайзерштуль, Рекінген, Рітгайм і Рюмікон об'єдналися в громаду Цурцах.

## Географія
Громада розташована на відстані близько 100 км на північний схід від Берна, 29 км на північний схід від Аарау.
Рекінген має площу 3,1 км², з яких на 25,3% дозволяється будівництво (житлове та будівництво доріг), 13,8% використовуються в сільськогосподарських цілях, 57,1% зайнято лісами, 3,8% не є продуктивними (річки, льодовики або гори).

## Демографія
2019 року в громаді мешкало 973 особи (-1% порівняно з 2010 роком), іноземців було 36,3%. Густота населення становила 314 осіб/км².
За віковим діапазоном населення розподілялося таким чином: 18,3% — особи молодші 20 років, 64,6% — особи у віці 20—64 років, 17,1% — особи у віці 65 років та старші. Було 387 помешкань (у середньому 2,4 особи в помешканні).